# 万宝河镇
万宝河镇，是中华人民共和国黑龙江省七台河市桃山区下辖的一个乡镇级行政单位。

## 行政区划
万宝河镇下辖以下地区：
德政社区、新选社区、长青社区、六井社区、桃山村、桃南村、良种场村、八道岗村、万宝村和红岩村。